# 旅行者世紀俱樂部
旅行者世紀俱樂部（英語：Travelers' Century Club，TCC）是一個跨國家的旅行者俱樂部，為訪問過世界上100個或以上國家及地區的人而設立。
這個組織於1954年在美國加利福尼亞州成立，目前在全球擁有1,400多名成員。 俱樂部在美國有21個分會，在澳大利亞、加拿大、中國、法國、德國、韓國、西班牙和英國各有一個分會。 旅行者世紀俱樂部會定期舉行會議，並為社交網絡提供其他工具。

## 會員資格和名單
旅行者世紀俱樂部擬訂一份國家目錄，根據這份清單確定初始成員資格和里程碑認可。其中不僅包括主權國家，還包括某些領土、飛地和島嶼群。這份目錄是基於1970年制定的一項規則， 截至2022年1月，該份目錄包含330個國家，分為12個地區；俱樂部的書面資料承認，儘管有些國家本身並不是真正的國家，但它們仍被包括在內，因為它們已從母國本土中隔離開來， 將它們定義為有不同文化、歷史、地理或政治的實體。
俱樂部並沒有要求旅行者必須在一個國家停留多長時間才能獲得資格，只要訪問過清單中100個或更多地點的任何人都有資格加入，靈活允許會員將中途停留或停靠視為正式訪問。

## 記錄
2018年為止，已經有24名會員訪問過目錄上的每個國家。 來自印第安納州埃文斯維爾的約翰·克勞斯（John Clouse）是首位完成這項里程碑的會員，並於1995年被吉尼斯世界紀錄認定為「世界上旅行最多的人」。
拉尼·希厄（Lani Shea）是加入俱樂部的最年輕會員，她的父母傑夫（Jeff）和諾維塔（Novita）來自加利福尼亞州諾瓦托，她在2歲8個月的時候到達第100個國家。2003年12月，她在2歲307天創造「旅行七大洲的最年輕的人」吉尼斯世界紀錄。
加利福尼亞州海沃德的印迪·納爾遜（Indy Nelson）於2017年成為「最快速訪問所有主權國家的人」，他在539天內訪問所有193個聯合國成員國。

## 爭議
2004年，該俱樂部成員查爾斯·維利（Charles Veley）被英國《每日電訊報》 報導為「世界上旅行次數最多的人」吉尼斯世界紀錄的新保持者，但這個獎項從未反映在吉尼斯世界紀錄之中；相反，吉尼斯以缺乏客觀標準為由，已經中止這個頭銜。 因此維利聲稱自己是世界上旅行最多的保持者，遭到有些世界旅行者的質疑。

## 延伸閱讀
- Block, Lawrence. . The New York Times. 18 May 2003  [2022-06-08]. （原始内容存档于2022-02-26）.
- . The Philadelphia Inquirer. 27 December 1987  [2022-06-08]. （原始内容存档于2017-10-02） –NewsBank（英语：NewsBank）. 参数|newspaper=与模板{{cite web}}不匹配（建议改用{{cite news}}或|website=） (帮助)
- Ellis, Billie. . Lakeland Ledger. 12 September 2002  [2022-06-08]. （原始内容存档于2022-06-08） –Google News.
- Libman, Norma. . Chicago Tribune. 19 June 1994  [2022-06-08]. （原始内容存档于2015-02-15）.
- Poisson, Jayme. . Toronto Star. 22 September 2010  [2022-06-08]. （原始内容存档于2022-06-08）.
- Rinicella, Alana. . Southern California Public Radio. 8 October 2014  [2022-06-08]. （原始内容存档于2020-10-28）.
- Scavuzzo, Sam Fran; Oskowitz, Jenna. . The Philadelphia Inquirer. 3 May 2009  [2022-06-08]. （原始内容存档于2013-06-19）.
- Sheehan, Susan; Means, Howard B. . Simon and Schuster. 2002  [2022-06-08]. ISBN 9780743201223. （原始内容存档于2022-06-08） –Google Books.
- . St. Petersburg Independent.   [2022-06-08]. （原始内容存档于2022-06-08） –Google News.
- . The New York Times. 10 June 2012  [2022-06-08]. （原始内容存档于2022-06-08）.
- . The Seattle Times. 18 February 2001  [2022-06-08]. （原始内容存档于2015-02-17）.
- Sophie-Claire Hoeller. . Business Insider. 9 September 2015  [2022-06-08]. （原始内容存档于2022-06-08）.

## 外部連結
- 官方网站
- Travelhotnews.com: Five minutes with the Travelers' Century Club - Canada （页面存档备份，存于） – interview with the founder of the Canadian chapter of the club
- The Vienna Review: Travel as a Way of Life （页面存档备份，存于） – article about the club, its history, and some of its Austrian members